# Lotus glinoides
Lotus glinoides är en ärtväxtart som beskrevs av Alire Raffeneau Delile. Lotus glinoides ingår i släktet käringtänder, och familjen ärtväxter. Inga underarter finns listade i Catalogue of Life.